# Superman's Girl Friend, Lois Lane
Superman's Girl Friend, Lois Lane est un comic book mensuel publié de 1958 à 1974 par la maison d'édition américaine DC Comics. 137 numéros ont été publiés dans la série régulière, plus deux annuels. Centré autour du personnage de Lois Lane, c'est le troisième comic book dérivé d'un personnage secondaire de l'univers de Superman après Superboy et  Superman's Pal Jimmy Olsen. 

## Historique
Après un essai dans Showcase, DC décide de donner à Lois Lane sa propre série. Celle-ci est centrée sur les aventures solo de Lois. Parfois, quelques récits sont centrés sur l'intérêt romantique de Lois, Superman et ses tentatives pour le pousser au mariage, mais elles échouent à la suite d'un retournement comique de l'intrigue. Au début des années 1960, Lana Lang fait des apparitions régulières, en général comme rivale en amour de Lois. L'artiste Kurt Schaffenberger a dessiné les récits des 81 premiers numéros, sauf pour le no 29,. La représentation de Lois Lane par Schaffenberger a été citée à de nombreuses reprises comme la version « définitive » du personnage,. Le chanteur Pat Boone apparaît dans le numéro 9 (mai 1959) avant d'être la vedette de sa propre série de comic book. The Monkey's Paw, une histoire du n°42 (juillet 1963), présente dans une case Captain Marvel, ancien personnage de Fawcett Comics qui n'est pas encore un personnage de DC. Celui-ci est représenté dans un costume aux couleurs inhabituelles. La page du courrier du no 113 (octobre 1971) l'a décrit comme une « blague strictement privée » de la part de l'ancien artiste de Captain Marvel, Schaffenberger. L'histoire est réimprimée dans le no 104 (octobre 1970), cette fois le costume a les bonnes couleurs. Catwoman fait sa première apparition de l'âge d'argent dans le no 70 (novembre 1966). Dans le numéro 80 (janvier 1968), les vêtements de Lois sont mis à jour pour une apparence plus contemporaine,.
Dans les années 1970, les histoires ont commencé à refléter une prise de conscience sociale croissante : Lois devient moins obsédé par sa romance et plus par les questions d'actualité. Dans l'histoire controversée I Am Curious (Black)! du no 106 (novembre 1970), Lois utilise une machine qui lui permet de faire personnellement l'expérience du racisme en tant que femme Afro-américaine. La série voit les débuts de l'héroïne de l'âge d'argent « Rose & The Thorn (La Rose et l'Épine) » dans un récit secondaire du no 105 (octobre 1970), jusqu'au no 130 (avril 1973). L'éditeur E. Nelson Bridwell (en) fait apparaître plusieurs personnages et concepts du Quatrième Monde de Jack Kirby dans les numéros 111 à 119 (juillet 1971 – février 1972). La sœur de Lois, Lucy Lane, meurt dans le no 120 (mars 1972) mais le personnage réapparaît plus tard.
En 1974, le titre prend fin, comme Superman's Pal Jimmy Olsen qui a pris fin plus tôt la même année. Les deux titres et la série Supergirl fusionnent dans The Superman Family. Ce nouveau titre reprend la suite de la numérotation de Jimmy Olsen ; son premier numéro est le n°164 (avril–mai 1974). La sortie du dernier numéro de Superman's Girl Friend, Lois Lane est retardé en raison d'une pénurie de papier dans tout le pays.
Lors de son pic de popularité en 1962, Superman's Girl Friend, Lois Lane est le troisième comic book le plus vendu aux États-Unis, juste derrière les ventes de Superman et Superboy.

## Publications

### Éditions américaines
Les éditions DC Comics ont proposé le début de la série dans plusieurs volumes reliés :
- Showcase Presents: Superman Family vol. 1, 576 pages, mars 2006,  (ISBN 1-4012-0787-1). Contient : Showcase no 9
- Showcase Presents: Superman Family vol. 2, 520 pages, février 2008,  (ISBN 1-4012-1656-0). Contient : Showcase no 10 et Superman's Girl Friend, Lois Lane no 1–7
- Showcase Presents: Superman Family vol. 3, 576 pages, mars 2009,  (ISBN 1-4012-2188-2). Contient : Superman's Girl Friend, Lois Lane no 8–16
- Showcase Presents: Superman Family vol. 4, 520 pages, mars 2013,  (ISBN 1-4012-3837-8). Contient : Superman's Girl Friend, Lois Lane no 17–26
- Superman's Girl Friend, Lois Lane Archives Volume 1, 264 pages, janvier 2012,  (ISBN 1-4012-3315-5). Contient : Showcase no 9–10 et Superman's Girl Friend, Lois Lane no 1–8.

### Éditions françaises
Il n'existe aucune édition reliée de la série dans les pays francophones, mais plusieurs récits ont été traduits et publiés dans des magazines kiosques des années 1960 et 1970 : par les éditions Interpresse dans les magazines Batman et Superman (3e série) ; les éditions Artima/Arédit dans Aquaman et Flash et Sagédition dans Superman et Batman, Superman et Batman et Robin, Superman Poche et Batman Géant (1° série).